# Wakashū

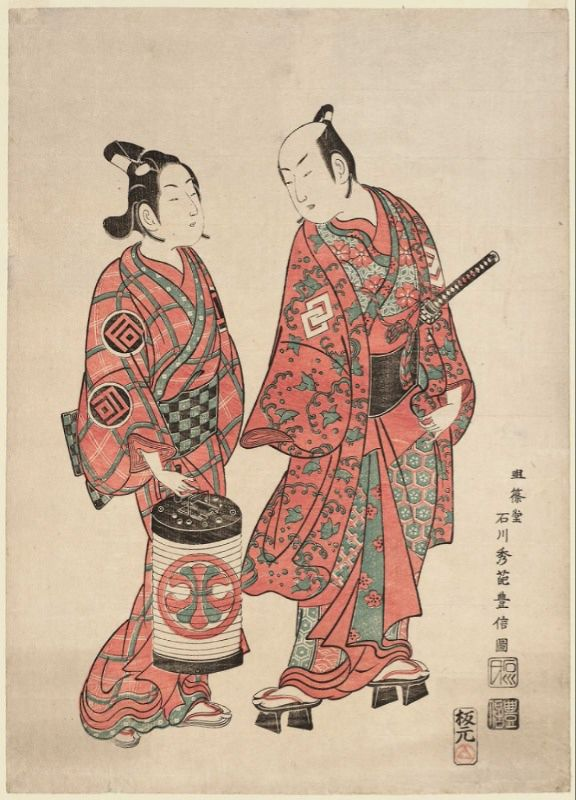
Impressió en xilografia d'Ishikawa Toyonobu, c. 1740, mostrant dos actors que representen un wakashū (esquerra) i un home adult (dreta). Vegeu la diferència de pentinat

Wakashū (若衆, «persona jove», encara que mai s'utilitza per a noies) és un terme històric japonès que indica un nen adolescent, utilitzat especialment durant el període Edo (1603–1867). L'estat de wakashū s'indicava amb un tipus de pentinat distintiu (nihongami, 日本髪).

## Aparença i cerimònies
Wakashū es referia pròpiament a un nen entre les edats en què el seu cap estava parcialment afaitat (maegami, 前髪) (entre 7 i 17 anys), moment en què un nen sortia de la primera infància i podia començar l'educació formal, l'aprenentatge o la feina fora de casa, i la cerimònia de la majoria d'edat del genpuku (元服) (entre l'adolescència i els 20 anys d'edat), que marcava la transició a l'edat adulta.
Durant aquest període, el wakashū portava un pentinat distintiu, amb una petita porció afaitada a la corona del cap i cabells llargs al davant i als costats, i normalment portava un quimono amb mànigues obertes (wakiake, 脇明け); els nois de famílies més benestants podien portar furisode ((振袖).
Després de la cerimònia de la majoria d'edat, s'afaitaven el cap per tenir el pentinat masculí adult (chonmage, 丁髷), i el nen assumia l'estil masculí adult de quimono amb mànigues arrodonides.
Tot i que qualsevol persona seria clarament classificada com a nen, wakashū o adult, el moment dels dos límits del període wakashū eren relativament flexibles, donant a les famílies i als clients la capacitat d'adaptar-se al desenvolupament i les circumstàncies individuals del nen.

## Sexualitat
Al Japó del període Edo, els nois adolescents eren considerats objectes adequats de desig eròtic per a dones joves, dones grans i homes grans (sempre que aquests últims tinguessin un paper sexual actiu). L'edat era un aspecte important, però no crucial, del wakashū. Així, els homes grans de vegades podien adoptar l'aspecte i les maneres de wakashū. Aquest va ser el cas particularment dels prostituts masculins, que no serien considerats com un objecte adequat de desig homoeròtic per als homes grans (wakashūdo o shūdo) després d'arribar a l'edat adulta.
L'any 1685, el shogunat va reprimir els anomenats o-wakashū («joves grans») que retardaven la seva cerimònia de la majoria d'edat fins als 20 anys d'edat. Una de les històries de El gran mirall de l'amor masculí d'Ihara Saikaku presenta un samurai wakashū d'uns 60 anys d'edat.

## En l'art

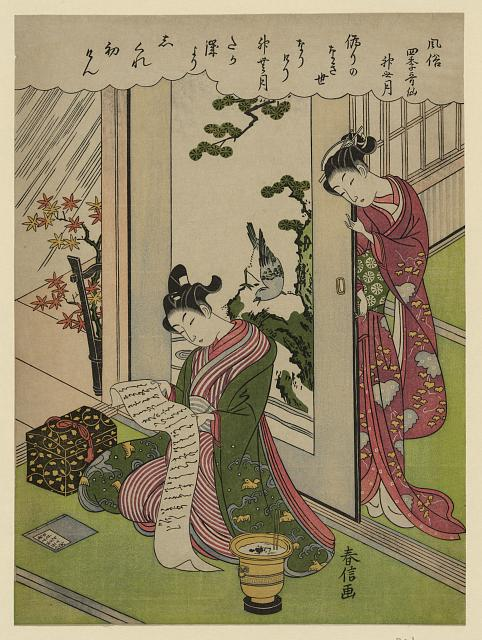
Un wakashū (assegut) i la seva companya en un entorn elegant de tardor. Tingueu en compte les mànigues furisode que porten tots dos. Suzuki Harunobu, impressió de xilografia policromada, c. 1770

El shudō (衆道, lit. «la manera de l'amor dels nois») es va associar tant amb el discerniment eròtic (sobretot entre els samurais) com amb el refinament artístic. En el seu llibre L'estètica de l'amor infantil, Taruho Inagaki escriu que només «els membres d'una classe privilegiada poden entendre les delícies de l'amor infantil».
La bellesa característica del wakashū, que durava poc temps, es va comparar amb les flors de cirerer (sakura, 櫻). El culte a la bellesa masculina juvenil en la literatura japonesa es pot remuntar al clàssic del segle xi El conte de Genji, el protagonista del qual es descriu com «una figura tan atractiva que els altres homes van sentir el desig de veure'l com una dona».
Els wakashū van ser destacats en les xilografies del període Edo, on sovint es poden distingir de les belleses femenines de les mateixes imatges només per una espasa o la part afaitada del cap. A les impressions eròtiques (shunga, 春画), sovint es representen com a més femenins que les seves parelles femenines. En algunes xilografies de wakashū, no és clar si els personatges que es mostren són nois adolescents o prostituts que es fan passar per wakashū per a excitar els seus clients.
La prostitució i l'actuació estaven estretament lligades als primers teatres kabuki (歌舞伎). Es van prohibir les actrius femenines del kabuki el 1629 en un esforç per reprimir la prostitució, i els papers de dones i nens van començar a ser interpretats per wakashū. Tanmateix, com que també era freqüent demanar els favors sexuals dels wakashū també van ser prohibits als escenaris el 1652, i aquests papers van ser assumits per actors onnagata (女方, «forma femenina») adults o actors wakashū-gata especialitzats en papers masculins adolescents.

## Obsolescència
En el període Meiji (1868-1912), el terme va quedar obsolet; el primer significat d'aquest terme va ser substituït pel nou terme shōnen (少年, «adolescent»), i l'últim per la construcció relacionada bishōnen (美少年, «jove bonic»).